# Nannocyrtopogon irwini
Nannocyrtopogon irwini là một loài ruồi trong họ Asilidae. Nannocyrtopogon irwini được Wilcox & Martin miêu tả năm 1957. Loài này phân bố ở vùng Tân Bắc giới.